# Nephrodium fendleri
Nephrodium fendleri là một loài thực vật có mạch trong họ Dryopteridaceae. Loài này được (D.C. Eaton) Hook. miêu tả khoa học đầu tiên năm 1862.